# Aravind Joshi
Aravind Krishna Joshi (maráthsky अरविंद कृष्‍ण जोशी [aravind krišna dzóší]; 5. srpna 1929 v Puné v Indii – 31. prosince 2017 Philadelphia) byl profesorem počítačových a kognitivních věd na katedře informatiky na University of Pennsylvania. Navrhl formalismus tree-adjoining grammar, který našel široké uplatnění v počítačové lingvistice a zpracování přirozeného jazyka.
Aravind Joshi studoval elektrické inženýrství na Punské univerzitě a na Indian Institute of Science. Jeho postgraduální studium se odehrávalo na Pensylvánské univerzitě v USA, titul PhD získal v roce 1960. Stal se profesorem na Pensylvánské univerzitě a byl spoluzakladatelem a spoluředitelem tamního Institute for Research in Cognitive Science.